# Алп девилси Високо
Алп девилси су словеначки клуб америчког фудбала из Високог. Основани су 2008. године. Такмиче се тренутно у Првенству Словеније и регионалној ААФЛ лиги.